# Wilhelm Wimmer (General)
Wilhelm Wimmer (* 9. April 1889 in Vilsbiburg; † 15. Mai 1973 in Garmisch-Partenkirchen) war ein deutscher General der Flieger der Wehrmacht.

## Leben
Nach dem Abitur 1909 am Wilhelmsgymnasium München trat Wimmer als Fahnenjunker in das 16. Infanterie-Regiment der Bayerischen Armee ein. Von 1910 bis 1911 besuchte er die Kriegsschule München und wurde im Anschluss zum Leutnant befördert. Kurz vor Beginn des Ersten Weltkriegs absolvierte er eine Pilotenausbildung an der Fliegerschule Schleißheim.
Im Oktober 1914 kam er zur Feldflieger-Abteilung 4 b an die Westfront. Im April 1916 wurde er für einige Monate zum Adjutanten des Stabsoffiziers der Flieger im Stab der Armeeabteilung Strantz ernannt. Anschließend wurde er in die bayerische Inspektion des Militär-Luftfahrwesens (ILuft) kommandiert, wo er bis kurz vor Kriegsende tätig war. Für seine Leistungen hatte Wimmer beide Klassen des Eisernen Kreuzes sowie den Militärverdienstorden IV. Klasse mit Schwertern erhalten. Im November 1918 übernahm er die Fliegerabteilung 294 b (Artillerie), im Dezember dieses Jahres wurde er Fliegerreferent beim I. Armee-Korps. Ab Mai 1919 war er bis zu dessen Auflösung Fliegerreferent beim Ministerium für militärische Angelegenheiten in München.
Im Übergangsheer wurde er zunächst als Zugführer und stellvertretender Kompanieführer im Reichswehr-Schützen-Regiment 41 verwendet. Am 30. September 1920 schied er im Rang eines Hauptmanns aus der Armee aus, bevor er am 1. Januar 1921 in die Reichswehr aufgenommen wurde. Hier diente er unter anderem als Kompaniechef der 7. (Bayerische) Kraftfahr-Abteilung und im 19. (Bayerisches) Infanterie-Regiment. 1926 wurde er ins Reichswehrministerium versetzt.

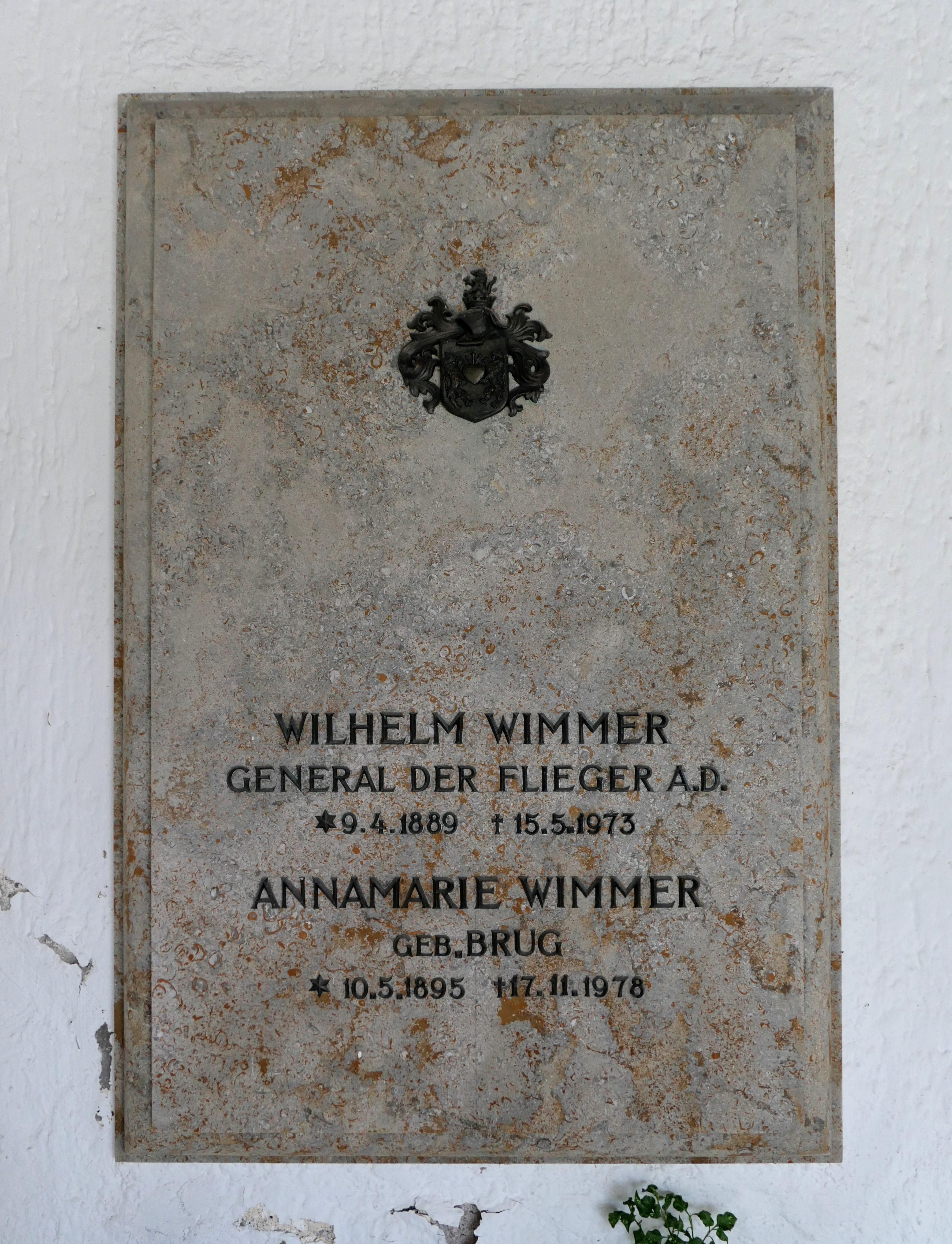
Der Grabstein im Jahr 2024

1929 wurde Wimmer zum Chef der Statistischen Gruppe (Wa. Prw. 8) der Abteilung Prüfwesen im Heereswaffenamt ernannt, womit er zuständig für die Flugzeugentwicklung, -erprobung und -beschaffung war. Aus dieser ging 1933 das Amt C (später Technisches Amt) im Reichsluftfahrtministerium hervor, das Wimmer weiterhin leitete. Er war in dieser Funktion maßgeblich an der Aufrüstung der Luftwaffe beteiligt. Nach dem Tod Walther Wevers im Juni 1936 wurde der mittlerweile zum Generalmajor beförderte Wimmer als Chef des Technischen Amtes durch den persönlichen Freund Görings Ernst Udet abgelöst und stattdessen zum Höheren Fliegerkommandeur 3 mit Sitz in Dresden ernannt. Bei der Aufstellung der 2. Flieger-Division (zeitweilig 12. Flieger-Division) aus seinem Kommando im August 1938 blieb er deren Kommandeur. Im Februar 1939 wurde Wimmer Oberbefehlshaber des Luftwaffenkommandos Ostpreußen, als welcher er zu Beginn des Zweiten Weltkriegs am Überfall auf Polen teilnahm. Nach seiner Beförderung zum General der Flieger führte er von Mai bis August 1940 die Luftflotte 1 (Berlin).
Im August 1940 wurde Wimmer als Nachfolger Curt Pflugbeils Befehlshaber im Luftgau Belgien-Nordfrankreich, was er bis 1944 bleiben sollte. Nach Auflösung des Luftgaus infolge der Eroberung des Gebiets durch die Alliierten wurde er im September 1944 in die Führerreserve versetzt. Wimmer wurde neben einigen anderen Luftwaffengenerälen verhaftet und wegen des überstürzten Rückzugs vor ein Kriegsgericht gestellt. Im November 1944 wurde er aber zum Stab des Oberbefehlshabers der Fallschirmtruppe kommandiert. Nach der Kapitulation geriet Wimmer in alliierte Kriegsgefangenschaft, aus der er 1947 entlassen wurde.
Bis zu seinem Tod im Alter von 83 Jahren lebte Wimmer in Garmisch-Partenkirchen. Er ist in der Familiengruft seiner Frau Annamarie, geb. von Brug (1895–1978), auf dem Friedhof von Garmisch begraben.